# Меркутино (Вязниковский район)
Мерку́тино — деревня в составе Октябрьского сельского поселения в Вязниковском районе Владимирской области России. Этот населённый пункт состоит из одной улицы.

## География
Деревня Меркутино расположена в полукилометре от п. Сеньково.

## История

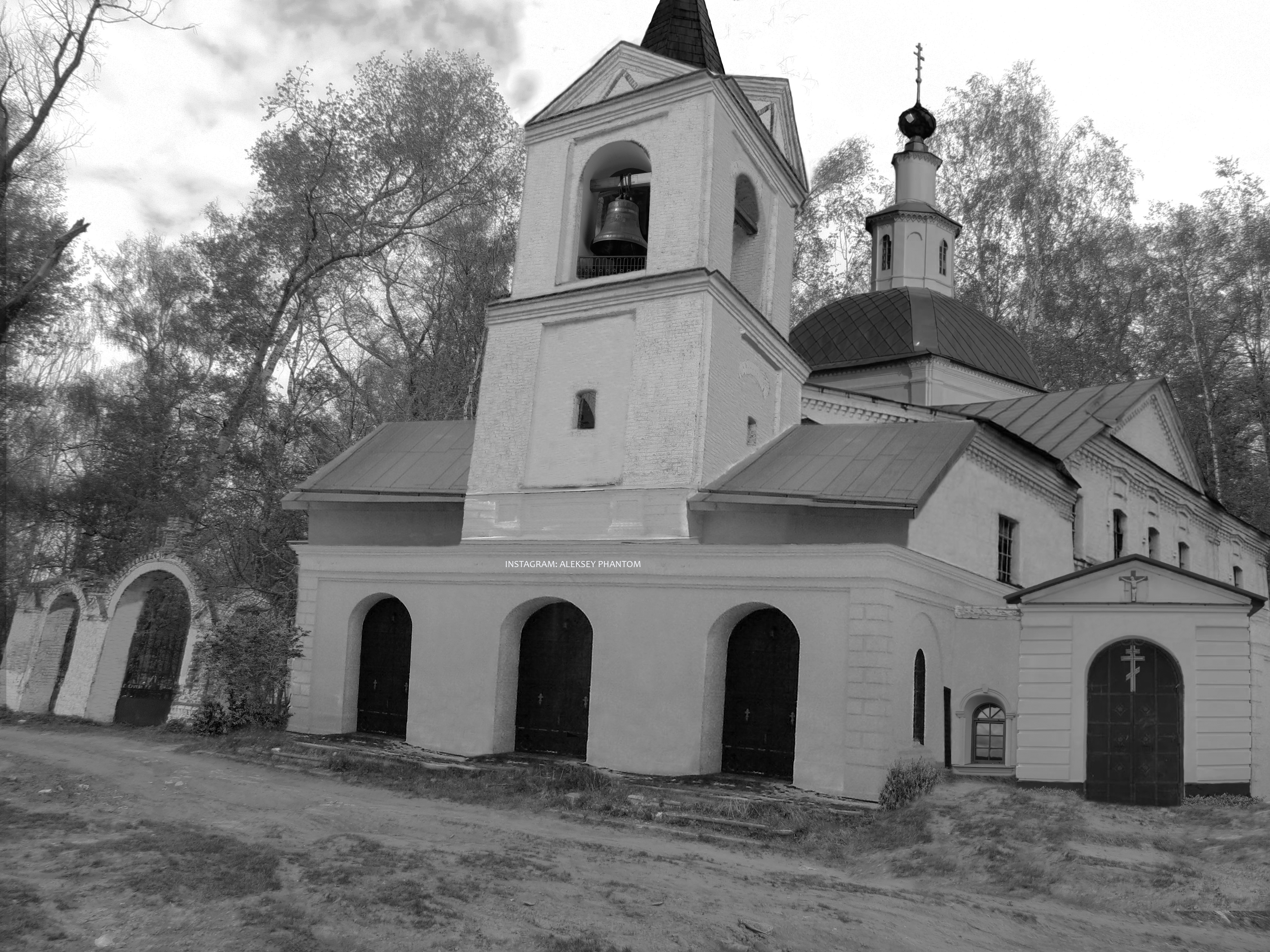
Как выглядела (примерно) церковь Иоанна Богослова в 20-е - 30-е годы 20-го века в деревне Меркутино Вязниковского района Владимирской области

Первая церковь построена в деревне Меркутино в 1700 году и освящена во имя святого апостола Иоанна Богослова.
К новопостроенной церкви были определены священник, дьячек, пономарь и просвирница. В состав прихода вошли 74 крестьянских двора.
Эта деревянная церковь существовала в Меркутино до начала 19-го века. В 1808 году вместо нее построен каменный двух-этажный храм.
В 1891 году в деревне Меркутино при храме была открыта церковно-приходская школа.
В 1936 году церковь Иоанна Богослова была закрыта, началось разграбление церковного имущества.

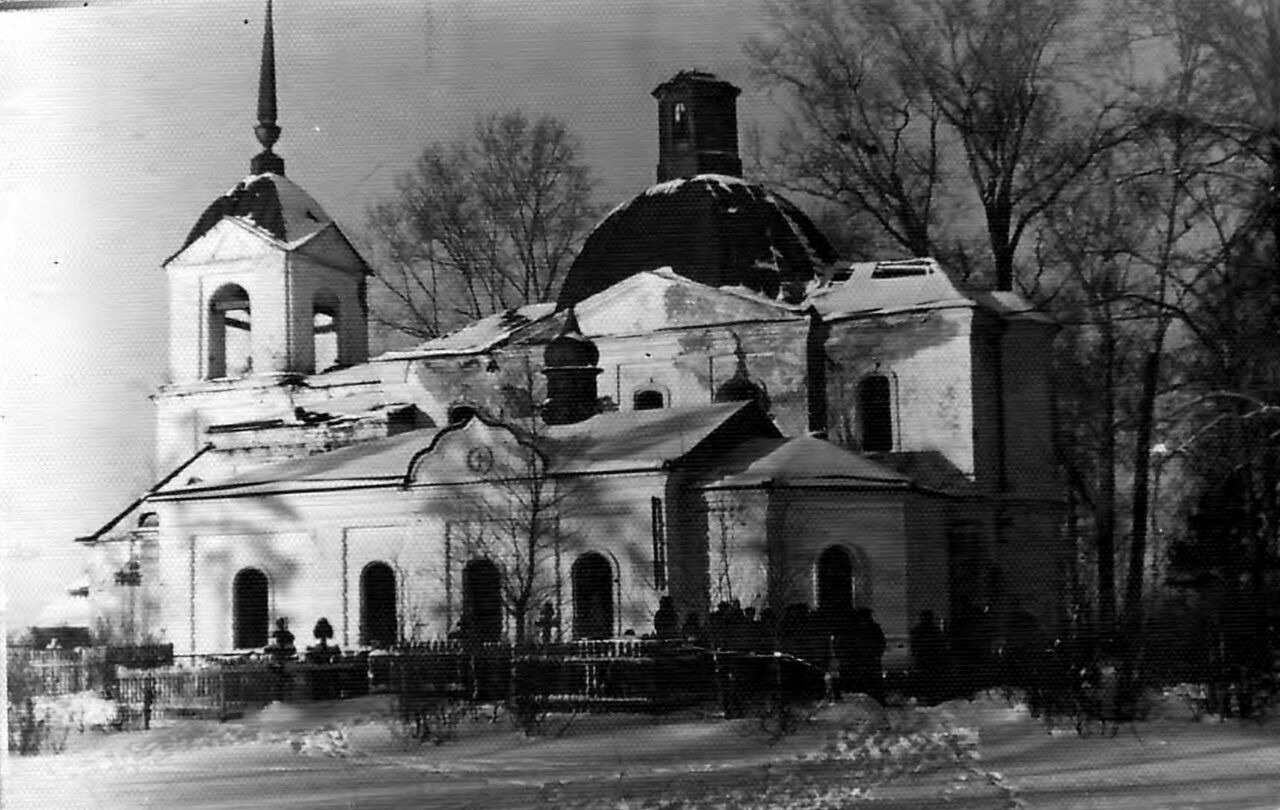
Церковь Иоанна Богослова в 50-е - 60-е годы 20-го века. Церковь ещё имела довольно-таки хороший внешний вид. Затем началось разрушение.

В 1960 году церковь была разрушена.  Средств на восстановление церкви не нашлось.

## Население
| 1859 | 1905 | 1926 | 2002 | 2010 | 2021 |
| ---- | ---- | ---- | ---- | ---- | ---- |
| 13   | ↘12  | ↗35  | ↘6   | ↗7   | ↘5   |